# Șevcenko, Vradiivka
Șevcenko (în ucraineană Шевченко) este un sat în comuna Krasnopil din raionul Vradiivka, regiunea Mîkolaiiv, Ucraina.

## Demografie
Componența lingvistică a localității Șevcenko
     Ucraineană (78,05%)
     Română (21,95%)
Conform recensământului din 2001, majoritatea populației localității Șevcenko era vorbitoare de ucraineană (78,05%), existând în minoritate și vorbitori de română (21,95%).